# Editor vlastních znaků
Editor vlastních znaků (anglicky Private Character Editor), ve starších verzích také známý jako Editor soukromých znaků je komponenta operačních systémů Windows, která slouží pro vytváření uživatelsky definovaných textových znaků.

## Přehled
Po spuštění programu se otevře hlavní okno programu a malé okénko se tabulkou kódů rezervovaných pro soukromé znaky. Poté, co uživatel některý z kódů zvolí se otevře hlavní pixelový editor, kde může uživatel nakreslit znak podle své představy. Následně, po dokončení kresby, může uživatel svůj nový znak uložit. Pomocí programu Mapa znaků pak nový znak může zkopírovat a vložit jej do libovolného textu.
Program je skryt v systémovém umístění Windows\System32 a je pojmenován jako eudcedit.exe. Z nabídky Start přirozeně není přístupný a tak jej lze spustit jen z daného umístění nebo příkazem eudcedit z okna Spustit.